# Avenged Sevenfold
Gli Avenged Sevenfold (spesso abbreviati in A7X) sono un gruppo musicale heavy metal statunitense formatosi nel 1999 a Huntington Beach, California.
Fanno parte del gruppo, sin dagli inizi, il cantante M. Shadows e il chitarrista Zacky Vengeance, che formarono il gruppo insieme al batterista The Rev. Dal 2002 completano la formazione il chitarrista e pianista Synyster Gates e il bassista Johnny Christ. Dopo alcuni cambi seguiti alla scomparsa, avvenuta nel 2009, di The Rev, nel 2015 il gruppo ha accolto come nuovo batterista Brooks Wackerman.
Considerati tra i maggiori esponenti della new wave of American heavy metal, il gruppo ha esordito in campo discografico nel 2001 con l'album Sounding the Seventh Trumpet, proponendo sonorità metalcore e punk rock, spostandosi gradualmente verso l'heavy metal a partire dal terzo album City of Evil del 2005. Nel corso della loro carriera e attraverso otto album in studio, il gruppo ha proposto all'interno della sua musica le più disparate sonorità, principalmente hard rock, thrash metal, groove metal e progressive metal.

## Storia del gruppo

### Primi anni eSounding the Seventh Trumpet(1999-2001)
Gli Avenged Sevenfold furono fondati nel 1999 dal cantante M. Shadows che, dopo aver lasciato il suo ex gruppo nel quale suonava il basso, fondò il gruppo insieme a un suo compagno di classe, The Rev, e a Zacky Vengeance, con cui condivideva da alcuni anni lezioni private di chitarra. Il loro nome deriva da un riferimento biblico: nel libro della Genesi, capitolo 4, Caino è condannato a vivere in esilio, ma chiunque tenti di vendicarsi uccidendolo, sarà a sua volta "punito sette volte tanto" («Sette volte sarà vendicato Caino ma Lamech settantasette»; nella Bibbia di re Giacomo «If Cain shall be avenged sevenfold, truly Lamech seventy and sevenfold»).
Il gruppo, attraverso alcune prove e piccole esibizioni, trovò presto la sua identità musicale, optando per un ritmo metalcore caratterizzato dalla voce nasale di M. Shadows e dalla veloce batteria di The Rev, accompagnate dalle ritmiche di Zacky Vengeance e dai giri di basso di Justin Sane.
Raggiunta una formazione stabile, gli Avenged Sevenfold pubblicarono alcuni demo, che assicurarono loro una maggiore notorietà e l'ingaggio da parte dell'etichetta discografica Goodlife Recordings. Il 24 luglio 2001 il gruppo pubblicò il primo album, intitolato Sounding the Seventh Trumpet. Tale disco ottenne un discreto numero di vendite e una buona attenzione dai media, tali da assicurare al gruppo una tournée promozionale negli Stati Uniti.
Nel corso del 2001 Justin Sane abbandonò il gruppo e fu sostituito da Dameon Ash. Nello stesso periodo entrò in formazione il chitarrista Synyster Gates, musicista influenzato da gruppi come Pantera e Dream Theater che contribuì ad ampliare il sound degli Avenged Sevenfold attraverso riff di chitarra più complessi e vari assoli.

### Waking the Fallen(2002-2004)
Nel 2002 Dameon Ash abbandonò il gruppo e venne sostituito da Johnny Christ. Con questa nuova formazione, gli Avenged Sevenfold iniziarono una lunga serie di concerti e apparizioni a festival musicali che durò quasi un anno e si concluse con l'importante partecipazione al Vans Warped Tour 2003. Nel 2003 il gruppo concluse il contratto con la Goodlife Recordings per stipularne uno nuovo con la Hopeless Records, con la quale pubblicò l'album Waking the Fallen, uscito il 26 agosto dello stesso anno. Il disco entrò alla posizione numero 12 della classifica Billboard e vendette un totale di 175 000 copie, ricevendo giudizi positivi da parte della critica. La rinomata rivista Rolling Stone dedicò al gruppo un'ampia pagina di elogi e, anche grazie a questo articolo, gli Avenged Sevenfold ottennero il definitivo interessamento dei media e del pubblico. Il gruppo partì immediatamente per un nuovo tour in America, della durata di quasi un anno, che vide il raggiungimento del tutto esaurito ad ogni esibizione del gruppo.

### City of Evil(2005)
Nel 2004 il cantante M. Shadows venne operato per problemi alle corde vocali che ne limitavano le prestazioni canore. L'intervento, giudicato semplice dai medici, venne considerato riuscito. Nel 2005 gli Avenged Sevenfold hanno firmato un contratto con la Warner Bros. Records, pubblicando il 7 giugno il terzo album City of Evil. Il disco è caratterizzato dall'abbandono delle sonorità metalcore da parte del gruppo, il quale si è avvicinato a un sound tendente all'hard rock e all'heavy metal. La musica prodotta dalla band divenne così più melodica, grazie anche al forzato abbandono delle tonalità hardcore e delle cantate urlate, e furono messi maggiormente in risalto il talento e le loro influenze musicali dei componenti della band, queste ultime targate principalmente Pantera, Metallica, Guns N' Roses, Misfits, Iron Maiden e Bad Religion.
Terminata una lunga tournée promozionale, nel 2006 il gruppo si unì al tour europeo dei Metallica e a quello dei Coheed and Cambria, per poi partecipare per la prima volta all'Ozzfest 2006, ottenendo un ottimo appoggio da parte di un pubblico entusiasta delle loro esibizioni. Durante questi show gli Avenged Sevenfold inserirono nella scaletta delle canzoni la reinterpretazione di Walk dei Pantera, che suonarono in memoria del defunto chitarrista Dimebag Darrell, al quale il gruppo aveva anche dedicato la canzone Betrayed contenuta in City of Evil.
Sempre nel 2006 il gruppo vinse il premio "Best New Artist" agli MTV Video Music Awards e partecipò al tour europeo dei Bleeding Through, non portandolo però a termine.

### Avenged SevenfoldeDiamonds in the Rough(2007-2009)
Durante il 2006 il gruppo decise di cancellare le ultime date invernali con i Bleeding Through per iniziare a pianificare e produrre le tracce per un nuovo album, la cui uscita è avvenuta il 31 ottobre 2007. Il disco, dal titolo omonimo, presentò un sound totalmente rinnovato, ancora più fuori dagli schemi e vicino all'alternative metal.
Il 14 settembre 2008 il gruppo pubblicò la raccolta Live in the LBC & Diamonds in the Rough, contenente un DVD con l'esibizione alla Long Beach Arena tenuta dal gruppo durante il Taste of Chaos Tour e un CD contenente alcuni brani inediti, tra cui la cover di Walk dei Pantera, Flash of the Blade degli Iron Maiden e le versioni alternative di Afterlife e Almost Easy. La sonorità del CD è nettamente meno sperimentale dell'ultimo album e presenta caratteristiche più vicine all'hard rock. Nei mesi finali dell'anno gli Avenged Sevenfold dovettero fermare il proprio ciclo di tour a causa di un problema alle corde vocali del cantante M. Shadows con un comunicato del chitarrista Synyster Gates. Ma subito nel febbraio 2009 ripresero con un nuovo tour con Papa Roach, Buckcherry e Saving Abel, a testimonianza che la salute di M. Shadows si era nuovamente ristabilita.
Durante la primavera/estate del 2009, gli Avenged Sevenfold, finito il tour americano, tornarono in studio per iniziare a scrivere il nuovo album; nel contempo hanno parteciparono al Rock on the Range in Ohio, nel maggio 2009, aprirono gli show dei Metallica in Messico nel giugno 2009, a Dublino il 1º e il 2 agosto 2009 al Sonisphere Festival a Knebworth. Il 6 novembre dello stesso anno Zacky Vengeance fornì un aggiornamento sul nuovo album, descritto come «l'album più personale ed epico mai fatto dagli Avenged Sevenfold», fortemente influenzato dagli avvenimenti attuali nel mondo.

### La morte di The Rev e pubblicazione diNightmare(2009-2010)
Il 28 dicembre 2009 il batterista e fondatore del gruppo The Rev viene trovato senza vita nella sua abitazione dai vigili del fuoco. I funerali sono stati celebrati in forma privata il 6 gennaio 2010 a Huntington Beach. Al funerale hanno presenziato, oltre ai membri del gruppo e ai familiari, anche amici di altre band come Good Charlotte, Lostprophets, Atreyu e My Chemical Romance.

Il 16 gennaio 2010 M. Shadows ha pubblicato un lungo comunicato sul sito ufficiale del gruppo, ringraziando i fan per il supporto e la vicinanza. Proseguendo descrive i 18 anni passati con il batterista, dall'infanzia fino ai tempi recenti. Nella conclusione della lettera Shadows ha parlato del futuro del gruppo:

Il 17 febbraio 2010 gli Avenged Sevenfold con un comunicato ufficiale annunciarono l'inizio della registrazione del nuovo album in onore di The Rev con l'allora batterista dei Dream Theater Mike Portnoy. Al riguardo, M. Shadows ha commentato: 
 Dopo una sola settimana, Mike Portnoy, tramite un comunicato ufficiale, annunciò che erano terminati i lavori di registrazione delle parti di batteria. Il 17 aprile Zacky Vengeance annunciarono, attraverso la pagina Twitter del gruppo, che le registrazioni dell'album erano state completate. Il 4 maggio 2010 Vengeance annunciò che Mike Portnoy sarebbe stato il batterista degli Avenged Sevenfold per il 2010 e per tutta la durata del tour mondiale previsto tra il 2010 e il 2011.
Il 18 maggio 2010 è stato pubblicato Nightmare, singolo apripista del quinto album in studio del gruppo. Quest'ultimo, intitolato anch'esso Nightmare, è stato dedicato alla memoria di The Rev ed è stato pubblicato il 27 luglio 2010, riscuotendo subito un grande successo sia negli Stati Uniti (paese nel quale ha conquistato la prima posizione) che nel resto del mondo, aggiudicandosi le vette della classifiche rock dei vari continenti e singoli paesi.

### Hail to the King(2011-2015)
A inizio maggio 2011 gli Avenged Sevenfold hanno pubblicato il singolo Not Ready to Die, creato come colonna sonora della mappa Zombie "Call of The Dead" di Call of Duty: Black Ops. Essa contiene una parte della traccia di Abra Cadavre di Elena Siegman. Al progetto di creazione e sviluppo ha partecipato anche il batterista Arin Ilejay, potendo considerare tale traccia come prima vera creazione come componente ufficiale del gruppo. In un'intervista, pubblicata dopo la fine del tour in supporto a Nightmare, il frontman del gruppo afferma che si sarebbero presi un periodo di riposo prima di cominciare a pensare al settimo album. In questa stessa intervista, viene anche commentato positivamente il lavoro svolto da Ilejay durante i concerti del recente tour.
In un'intervista il gruppo ha dichiarato che continuerà a fare tour fino all'estate 2012, dopodiché avrebbe preso almeno sei mesi di riposo per riordinare le idee e non fare la fine delle band che perdono il loro slancio per il continuo circolo tour per due anni-registra il nuovo album. Quanto al futuro di Ilejay, gli Avenged Sevenfold hanno dichiarato che lo trovano un ottimo batterista e un grande amico ma devono ancora decidere in base anche alle idee che potrà portare in studio se potrà restare a tempo pieno nel gruppo.
Il 24 settembre 2012 è stato pubblicato un altro singolo, intitolato Carry On ed incluso nella colonna sonora del videogioco Call of Duty: Black Ops 2. Il 13 novembre 2012, in occasione della pubblicazione del videogioco, il gruppo ha pubblicato il videoclip del brano, sviluppato dalla Treyarch creando delle versioni "computerizzate" dei componenti del gruppo (ad eccezione del batterista Arin Ilejay, che è stato sostituito da uno dei personaggi del gioco). Tale video è anche visibile nel gioco una volta terminata la Modalità Campagna.
Il 20 dicembre gli Avenged Sevenfold hanno annunciato che sarebbero tornati in studio verso gennaio 2013 per registrare un nuovo album. Il 27 giugno è stato rivelato il titolo dell'album, Hail to the King, e la data di pubblicazione, fissata per il 27 agosto. Anticipato dall'omonimo singolo, pubblicato il 13 luglio, l'album è stato prodotto da Mike Elizondo. Il 10 agosto 2013 M. Shadows ha ufficializzato l'ingresso di Ilejay all'interno del gruppo, mentre tre giorni più tardi il cantante ha annunciato che è in sviluppo un gioco ispirato al nuovo album, che sarà disponibile per iOS e Android. Inoltre, è stata prodotta una mini-serie TV animata, ispirata anch'essa all'album.
Il 3 settembre, dopo appena una settimana dall'uscita, Hail to the King raggiunge la prima posizione della Billboard 200, divenendo così il secondo album del gruppo a raggiungere tale posizione (l'altro album è stato Nightmare). Nella stessa settimana, l'album scala le classifiche di tutto il mondo: 1º posto in America, UK, Canada, Messico, Brasile ed Irlanda; 2º posto in Finlandia e Australia; 3º posto in Nuova Zelanda; 4º posto in Germania; 6º posto nei Paesi Bassi e 8º posto in Italia. In questo periodo viene annunciato il secondo videoclip estratto dall'album, intitolato Shepherd of Fire e pubblicato a inizio novembre.
Da luglio 2013 il gruppo torna in tour facendo tappa nei principali festival statunitensi proseguendo poi in Canada e altre città americane fino al Rock in Rio, supportati da Deftones e Ghost BC che li terrà occupati per tutto il mese di ottobre. A novembre 2013 inizia il tour europeo, che tocca 13 stati, registrando più di un sold out.
La serie animata viene pubblicata a metà dicembre: composta da 6 episodi pubblicati contemporaneamente, va ad anticipare il videogame Hail to the King: Deathbat la cui uscita è avvenuta nell'estate 2014. La relativa colonna sonora sarebbe stata resa disponibile agli inizi del 2015.
Il 26 agosto 2014 è stata pubblicata la riedizione di Waking the Fallen, denominata Waking the Fallen: Resurrected e costituita da un secondo disco che racchiude demo e brani eseguiti dal vivo appartenenti a quell'album più un DVD che racchiude tre videoclip e un documentario.
Il 23 luglio 2015 il gruppo ha annunciato l'uscita di Arin Ilejay dalla formazione, sostituito il 4 novembre da Brooks Wackerman, ex batterista dei Bad Religion. Il 29 ottobre seguente è stata annunciata la produzione di un brano strumentale intitolato Jade Helm, che sarebbe stato utilizzato per la colonna sonora nel videogioco Call of Duty: Black Ops III. Il 6 novembre, in concomitanza con l'uscita del videogioco, l'audio del brano è stato pubblicato attraverso il canale YouTube del gruppo.

### The Stage(2016-2018)
Il 14 gennaio 2016 gli Avenged Sevenfold hanno pubblicato un messaggio attraverso il proprio sito ufficiale riguardante il settimo album al quale essi stanno lavorando, la cui pubblicazione è stata programmata per la fine del 2016.
Il 13 ottobre il gruppo ha pubblicato il singolo The Stage, accompagnato da un videoclip. Esso ha anticipato l'uscita dell'album, intitolato anch'esso The Stage e pubblicato il 28 dello stesso mese. Il 26 aprile 2017 la band ha pubblicato il videoclip del secondo singolo tratto da The Stage, God Damn.
Il 20 luglio 2018, dopo aver portato a termine il tour europeo, gli Avenged Sevenfold hanno annunciato la cancellazione del tour previsto in America a causa di un problema alle corde vocali di M. Shadows. Il 17 settembre dello stesso è stato pubblicato a sorpresa il singolo Mad Hatter, inserito in seguito nella colonna sonora del videogioco Call of Duty: Black Ops IIII nonché nell'EP del gruppo intitolato Black Reign, uscito qualche giorno più tardi.

### La pausa eLife Is but a Dream...(2019-presente)
Nel maggio 2018 il bassista Johnny Christ aveva già dichiarato in un'intervista che la band era al lavoro su del materiale inedito per il suo prossimo album in studio, e che programmava di entrare in studio per l'autunno seguente, notizia confermata anche da Synister Gates nel settembre di quell'anno. Nel marzo 2019, Zacky Vengeance conferma che la band non terrà altri eventi dal vivo per concentrarsi sulla registrazione del nuovo album. Nel gennaio 2020 il gruppo pubblica il brano Set Me Free, una canzone inedita registrata durante le sessioni di registrazione dell'album Hail to the King, annunciando inoltre una riedizione rimasterizzata dell'album dal vivo Live in the LBC & Diamonds in the Rough, poi pubblicata il 6 marzo.
Il 14 marzo 2023 sono tornati sulle scene musicali con il singolo Nobody, annunciando nel medesimo giorno titolo, lista tracce e copertina dell'ottavo album Life Is but a Dream..., la cui uscita avviene il 2 giugno. Come secondo singolo è stato estratto We Love You, uscito il 12 maggio insieme al relativo video girato in realtà virtuale. Lo stesso giorno il gruppo torna a esibirsi dal vivo dopo 5 anni, a Las Vegas, portando al debutto i due nuovi singoli e l'inedito Game Over.

## Stile musicale
Nei primi due album gli Avenged Sevenfold suonano un metalcore profondamente influenzato dall'heavy metal e dallo speed metal, alternando breakdown e passaggi tipici dell'hardcore punk a riff e assoli tecnici e frenetici. Dal terzo album City of Evil il gruppo ha virato su sonorità più vicine all'hard rock e all'heavy metal classico, abbandonando le sonorità punk ed emo che caratterizzavano le loro prime produzioni e dando maggiore spazio alle loro influenze thrash e groove metal. Nel settimo album The Stage il gruppo ha adottato forti sonorità progressive metal, senza comunque privarsi di passaggi caratterizzati dai riff veloci e aggressivi che da sempre hanno caratterizzato la loro musica. Definiti da AllMusic come una delle band metal moderne più accessibili e apprezzate, sono considerati parte della new wave of American heavy metal.
Nel settembre 2013 il cantante dei Machine Head Robb Flynn li ha accusati di plagio riferendosi all'album Hail to the King dello stesso anno, definendolo un album di cover. Shadows, d'altra parte, ha risposto che Hail to the King è come se fosse stato composto tra gli anni ottanta e novanta, quindi ha subito influenze da altri gruppi dell'epoca.

## Ideologia
Gli Avenged Sevenfold sono stati a lungo criticati negli Stati Uniti d'America per aver cercato di promuovere, secondo quanto espresso da alcuni critici musicali, i loro ideali politici e religiosi attraverso i testi delle loro canzoni.

Riguardo alla politica, la canzone che fu maggiormente attaccata fu M.I.A., contenuta nell'album City of Evil, nella quale la band denuncia le atrocità della guerra in Iraq sotto il punto di vista del soldato americano, attaccando in parte il governo con frasi immediate come: 
(M.I.A., Avenged Sevenfold)
 e ancora: 
(M.I.A., Avenged Sevenfold)
Riguardo ai temi religiosi, oltre al nome stesso del gruppo e a varie frasi contenute all'interno delle loro canzoni, finirono nel mirino dei critici i titoli di due tracce degli Avenged Sevenfold, Chapter Four e Beast and the Harlot. La prima è legata al capitolo IV della Genesi, in cui prende forma la storia di Caino e Abele, e la seconda deriva invece dal libro dell'Apocalisse, riferendosi alla punizione di Babilonia e alla distruzione della nazione pagana. A causa di questi riferimenti gli Avenged Sevenfold furono anche a lungo etichettati dalla critica come gruppo christian metal.
Stanchi di queste dichiarazioni che, a detta dei componenti del gruppo, non si addicevano in nessun modo al loro stile e ideale musicale, gli Avenged Sevenfold pubblicarono un'intervista per spiegare la situazione, in cui M. Shadows, cantante del gruppo, disse:
Inoltre si difesero dicendo che la canzone M.I.A. non conteneva pensieri formulati dal gruppo bensì frasi e testimonianze giunte ai componenti del gruppo da alcuni amici comuni i quali, arruolatisi per la guerra irachena, tornarono in patria raccontando atrocità e sensazioni provate al fronte. Queste frasi colpirono talmente gli Avenged Sevenfold da far sì che essi componessero questa traccia musicale.
Tuttavia è importante ricordare che nel 2006 Shadows in un'intervista esplicitò l'appartenenza del gruppo al pensiero repubblicano. Nella stessa intervista si parla del significato della canzone Blinded in Chains contenuta nell'album City of Evil, il cui testo, a detta di Shadows, parla dello "scontro filosofico fra Repubblicani e Democratici"; secondo Shadows i primi hanno la mente troppo chiusa, mentre i secondi sono "un ammasso di idioti che guarda Michael Moore e fa tutto ciò che dice". Oltre a ciò il singolo Critical Acclaim denota anche la loro posizione anti-liberale.

È poi degno di nota per capire il pensiero degli Avenged Sevenfold che essi ai loro concerti vendono magliette con la bandiera americana e il loro logo, il Deathbat sopra di essa, accompagnata dalla scritta Love it or die ("Amala o muori"), e che sempre in Critical Acclaim si faccia riferimento ai "soldati che combattono per difendere i vostri diritti" connotando un forte pensiero nazionalista, rafforzato da alcune dichiarazioni di M. Shadows: 

## Formazione

### Attuale
- M. Shadows – voce (1999-presente)
- Synyster Gates – chitarra solista, pianoforte, cori (2001-presente)
- Zacky Vengeance – chitarra, cori (1999-presente)
- Johnny Christ – basso (2002-presente)
- Brooks Wackerman – batteria (2015-presente)

### Ex componenti
- Matt Wendt – basso (1999-2000)
- Justin Sane – basso, pianoforte (2000-2001)
- Dameon Ash – basso (2001-2002)
- The Rev – batteria, pianoforte, voce (1999-2009)
- Arin Ilejay – batteria (2011-2015)

### Turnisti
- Mike Portnoy – batteria (2009-2011)

## Discografia

### Album in studio
- 2001 – Sounding the Seventh Trumpet
- 2003 – Waking the Fallen
- 2005 – City of Evil
- 2007 – Avenged Sevenfold
- 2010 – Nightmare
- 2013 – Hail to the King
- 2016 – The Stage
- 2023 – Life Is but a Dream...

### Album dal vivo
- 2017 – Live at the Grammy Museum

### Raccolte
- 2008 – Live in the LBC & Diamonds in the Rough
- 2016 – The Best of 2005-2013

### Colonne sonore
- 2015 – Hail to the King: Deathbat (Original Video Game Soundtrack)